# Sieversbek
Der Sieversbek oder Sieversbach ist ein (indirektes) rechtes Nebengewässer der Stör in Itzehoe und Heiligenstedten.
Der Sieversbek beginnt südlich des ehemaligen Ortskerns des Itzehoer Ortsteils Edendorf nordöstlich der (großen) Edendorfer Tonkuhle. Diese durchfließt er und verlässt sie verrohrt Richtung Südwesten. An der nach ihm benannten Straße Sieversbek ist er zu einer Teichkette aufgestaut; unterhalb der Straße durchfließt er ein weiteres Regenrückhaltebecken und fließt dann entlang des Neubaugebietes Sieversbek weiter nach Südsüdwesten. Das Gebiet der Stadt Itzehoe verlässt er dann unter der Bundesautobahn 23 hindurch Richtung Westsüdwesten. In Heiligenstedten mündete er bis Mitte des 20. Jahrhunderts fast an der nördlichsten Stelle des Störknies über das Herrschaftliche Siel in die Stör. Ende der 1950er Jahre wurde zur Entlastung der Ost-West-Graben bis zur Moorwettern geschaffen, aus der das Wasser über ein Schöpfwerk in die Stör mündet. Da die über das Herrschaftliche Siel abfließenden Wassermengen nur noch gering waren, verschlickte das Siel störseitig, so dass der Sieversbek mittlerweile nur noch über den Ost-West-Graben und die Moorwettern abfließt.

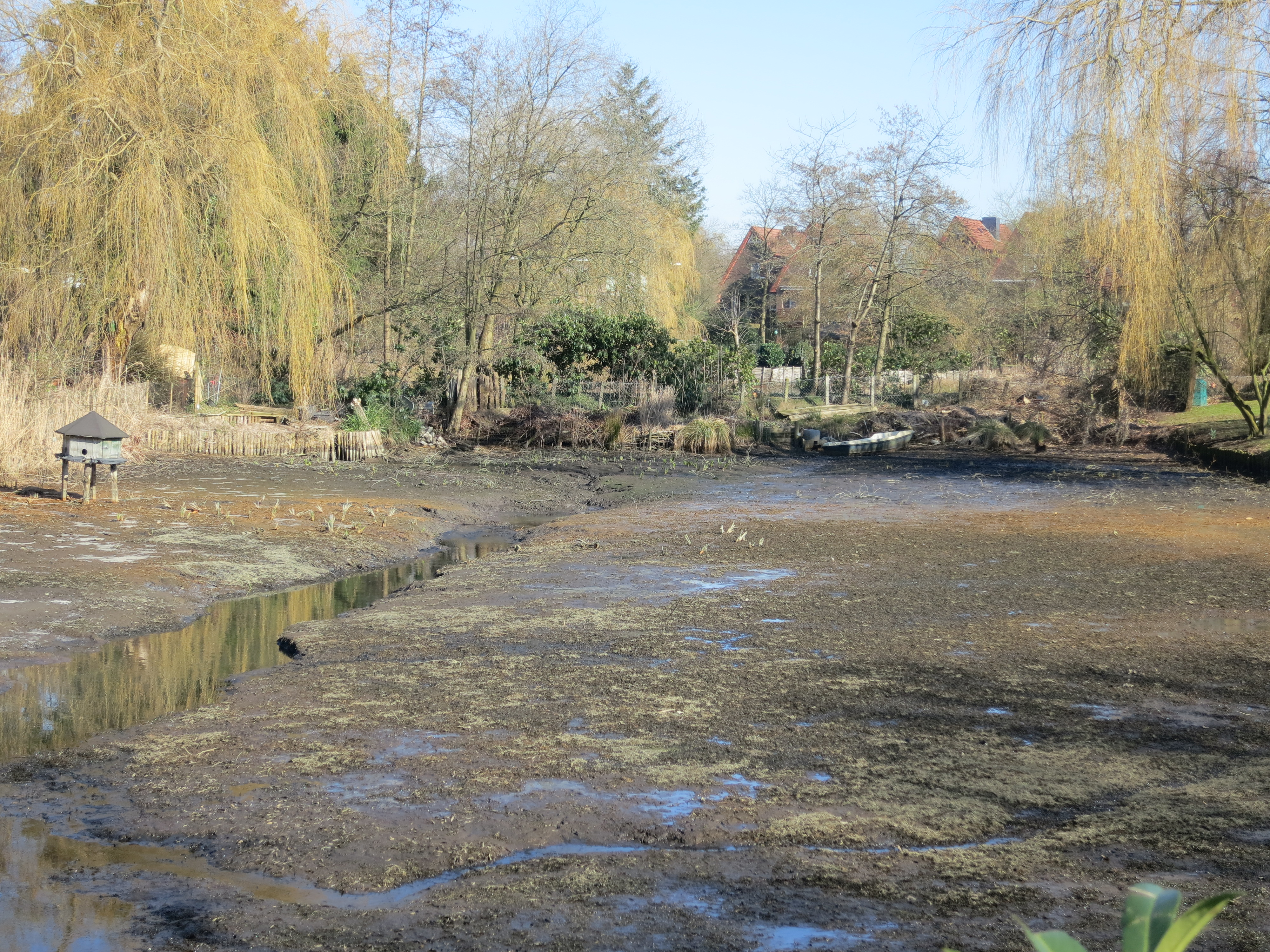
Der Sieversbek durchfließt den abgelassenen Teich an der Straße Sieversbek
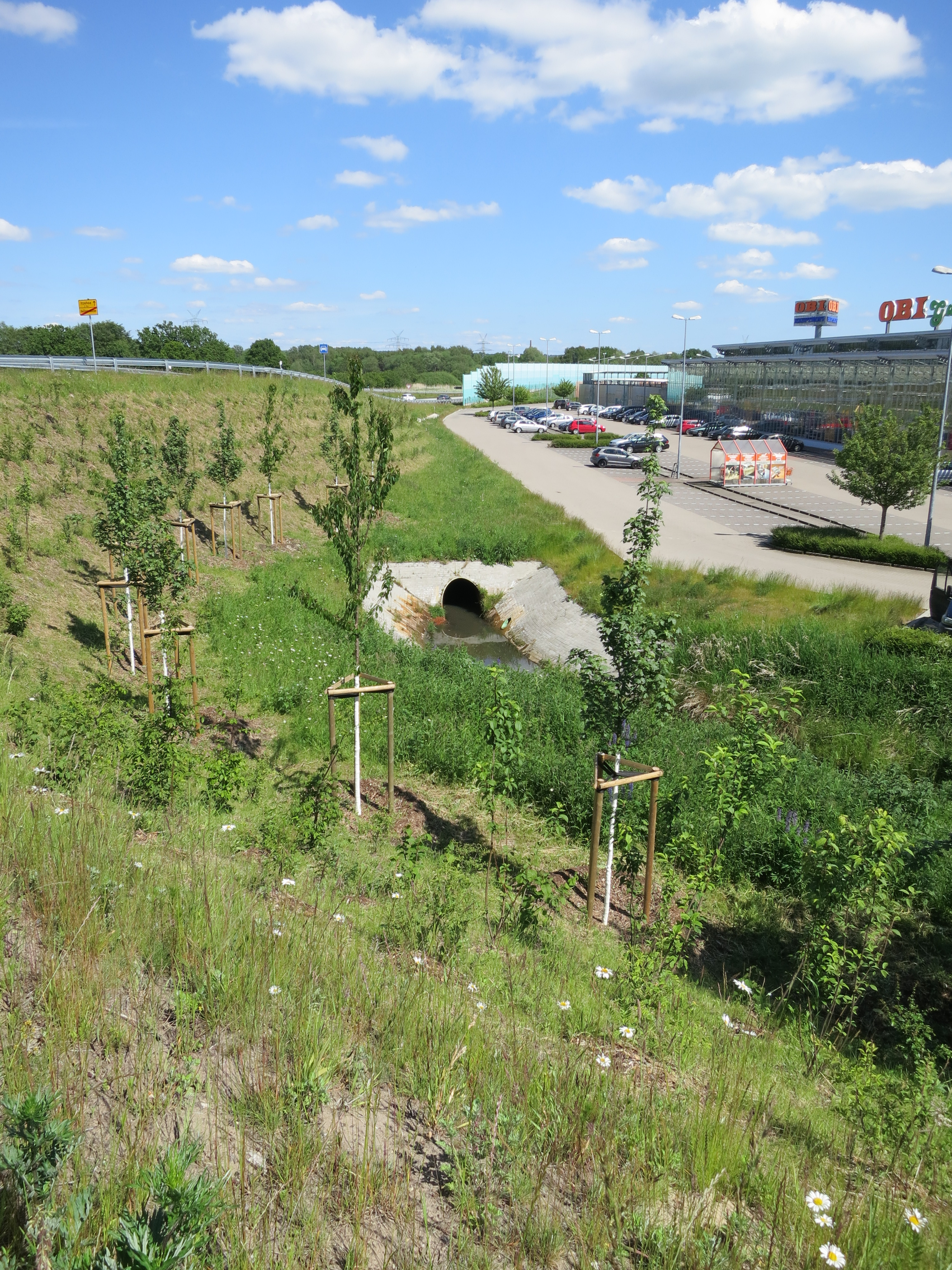
Verbindungsstück an der B 5
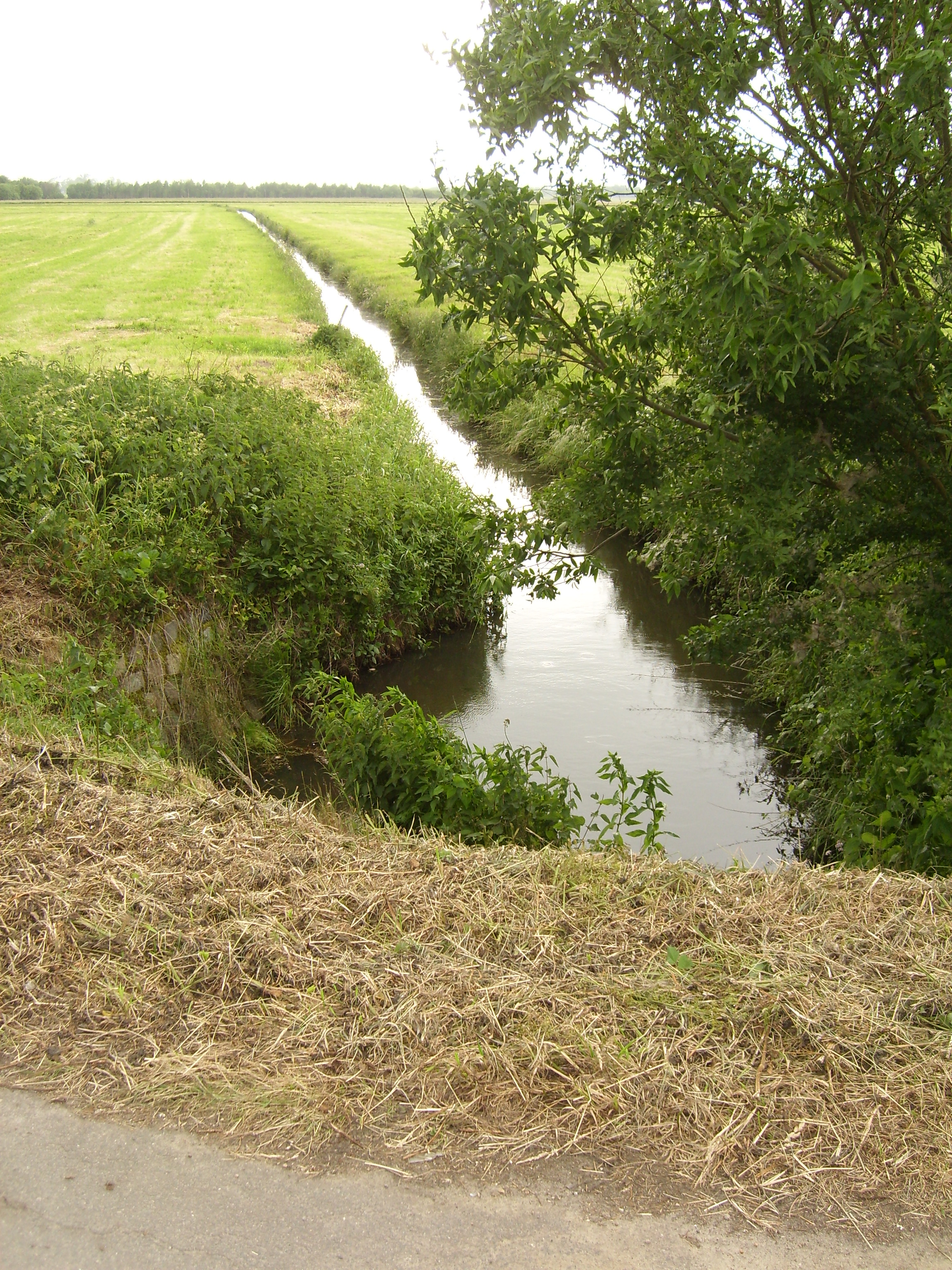
Der Ost-West-Graben vom Juliankadamm aus Richtung Westen gesehen
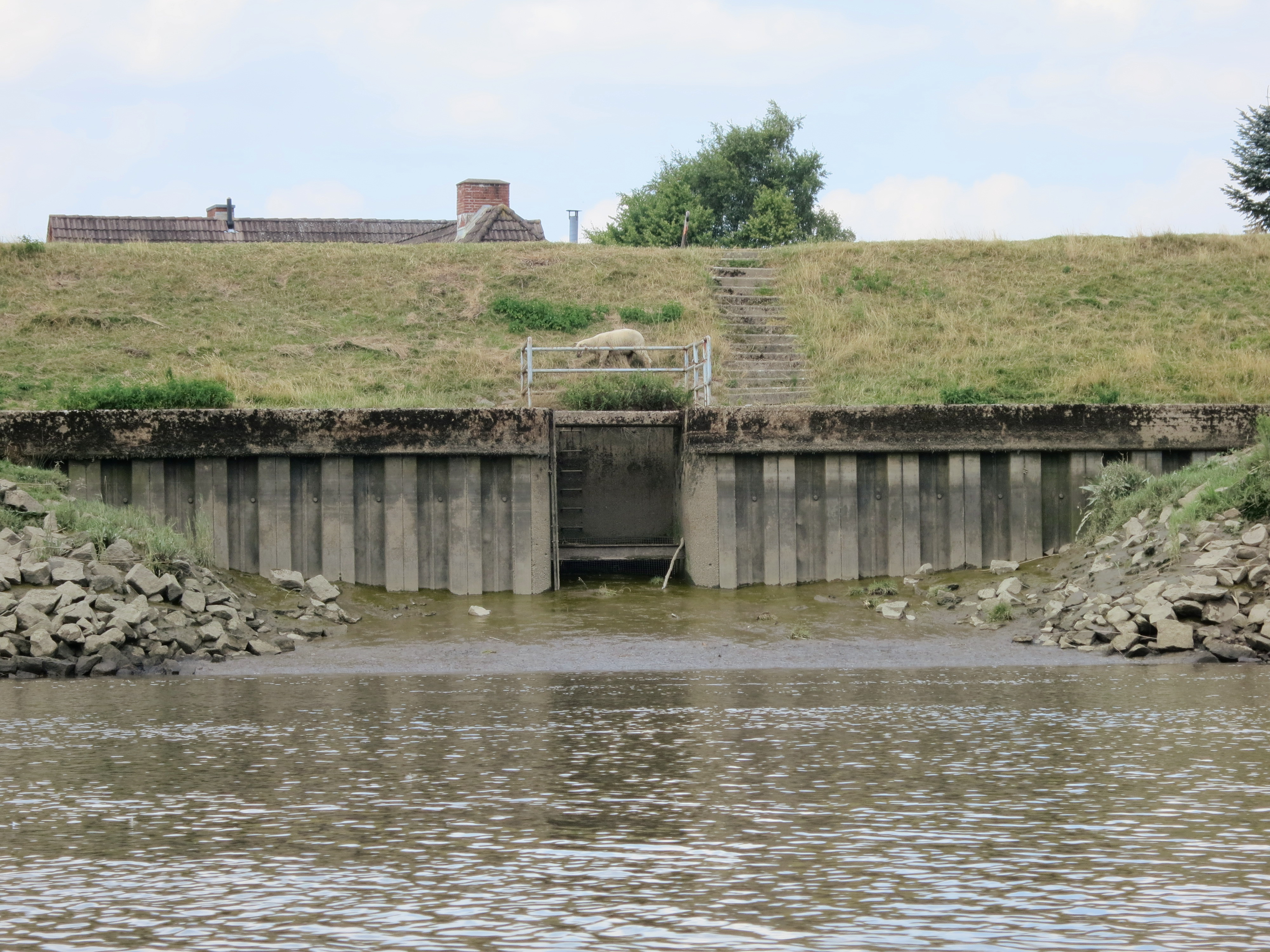
Das verschlickte Herrschaftliche Siel bei Niedrigwasser
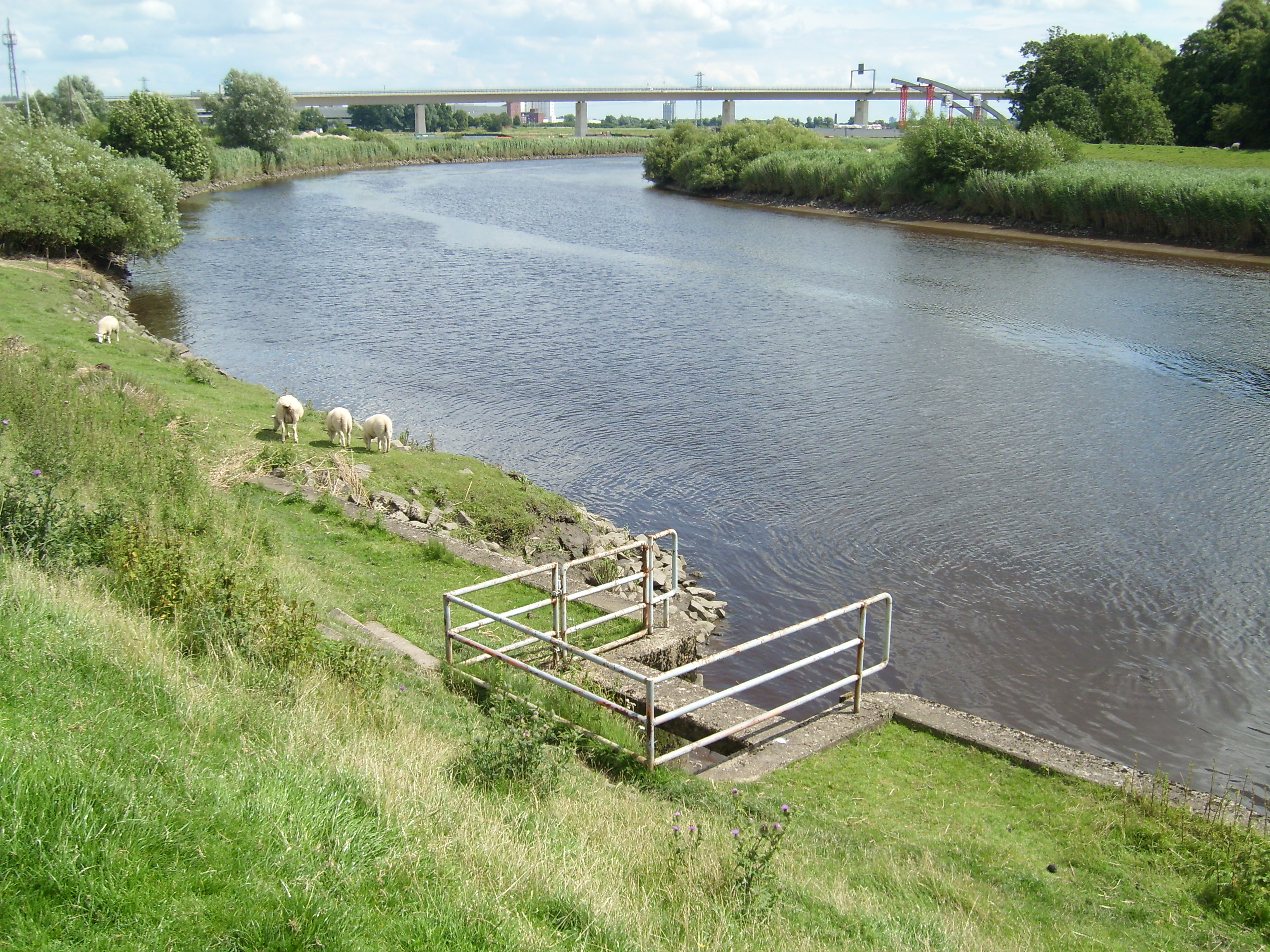
Herrschaftliches Siel und Stör vom Deich aus gesehen